# 戴维·奥康纳
戴维·奥康纳（英語：David O'Connor，1962年1月18日—），美国男子马术运动员。他曾代表美国参加1996年和2000年夏季奥林匹克运动会马术比赛，获得一枚金牌、一枚银牌和一枚铜牌。